# Cleistachne sorghoides
Cleistachne sorghoides är en gräsart som beskrevs av George Bentham. Cleistachne sorghoides ingår i släktet Cleistachne, och familjen gräs. Inga underarter finns listade i Catalogue of Life.